# G21 Swisstainability Forum
Pour les articles homonymes, voir G21.

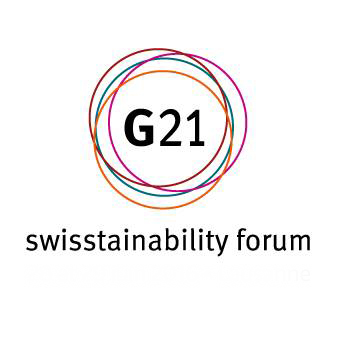

Le G21 Swisstainability Forum est un évènement organisé par l’association suisse NiceFuture. Il se déroule durant deux jours chaque année entre la fin du mois de juin et le début du mois de juillet dans la ville de Lausanne en Suisse. La manifestation compte environ 600 participants et 60 conférenciers par édition. 

## Objectif
L'objectif du G21 Swisstainability Forum est de promouvoir le développement durable auprès des milieux économiques et politiques afin d'encourager une transition de la Suisse vers une économie verte. L'événement favorise les rencontres et la collaboration entre des personnalités issu des milieux scientifiques, économiques, politiques et des ONG afin de soutenir les entreprises dans des projets en matière de développement et d'économie durables,. 
Depuis 2011, l'évènement a réuni une variété d'intervenants de renommée nationale et internationale, notamment Rob Hopkins cofondateur de Transition Network, l'environnementaliste et chef de tribu Almir Narayamoga, l'astronaute Claude Nicollier, le conseiller national Claude Béglé, l'ex-ministre Corrine Lepage, l'essayiste et spécialiste de la finance Paul Jorion, l'eurodéputé et coprésident du Club de Rome Anders Wijkman ou encore l'entrepreneur Tristan Lecomte. 
La manifestation se divise en deux parties. Le Leadership Forum se compose de conférences et de débats s'adressant à un public varié et le Forum Entreprises destiné aux responsables de PME ou aux cadres supérieurs cherchant des solutions pratiques en matière de développement durable au sein de leur entreprise.